# Бронісін-Дворський
Бронісін-Дворський (пол. Bronisin Dworski) — село в Польщі, у гміні Жґув Лодзький-Східного повіту Лодзинського воєводства.
Населення — 189 осіб (2011).

## Демографія
Демографічна структура станом на 31 березня 2011 року:
|          | Загалом | Допрацездатний вік | Працездатний вік | Постпрацездатний вік |
| -------- | ------- | ------------------ | ---------------- | -------------------- |
| Чоловіки | 100     | 18                 | 72               | 10                   |
| Жінки    | 89      | 11                 | 61               | 17                   |
| Разом    | 189     | 29                 | 133              | 27                   |